# Championnat d'Angleterre de football 1909-1910
Navigation
Édition précédente Édition suivante
La 22e édition du championnat d'Angleterre de football est remportée par Aston Villa. C’est le sixième titre du club.
Bolton Wanderers continue son chassé-croisé entre la première et la deuxième division en remontant encore une fois après avoir été champion de deuxième division et en redescendant dès la fin de la saison. Mais le principal évènement pour la montée est encore une fois l’arrivée d’un club de Londres. Cette fois-ci c’est Tottenham Hotspur qui à peine un an après avoir rejoint la Ligue professionnelle rejoint la première division. Avec Woolwich Arsenal et Chelsea, c’est la première fois que trois clubs de Londres participent en même temps à la première division.
Le système de promotion/relégation reste en place: descente et montée automatique, sans matchs de barrage pour les deux derniers de première division et les deux premiers de deuxième division.
Jack Parkinson, joueur de  Liverpool, avec  30 buts, termine meilleur buteur du championnat.

## Les clubs de l'édition 1909-1910
| Club                                    | Ville         |
| --------------------------------------- | ------------- |
| Aston Villa Football Club               | Birmingham    |
| Blackburn Rovers Football Club          | Blackburn     |
| Bolton Wanderers Football Club          | Bolton        |
| Bradford City Association Football Club | Bradford      |
| Bristol City Football Club              | Bristol       |
| Bury Football Club                      | Bury          |
| Chelsea Football Club                   | Londres       |
| Everton Football Club                   | Liverpool     |
| Liverpool Football Club                 | Liverpool     |
| Manchester United Football Club         | Manchester    |
| Middlesbrough Football Club             | Middlesbrough |
| Newcastle United Football Club          | Newcastle     |
| Nottingham Forest Football Club         | Nottingham    |
| Notts County Football Club              | Nottingham    |
| Preston North End Football Club         | Preston       |
| Sheffield United Football Club          | Sheffield     |
| Sunderland Association Football Club    | Sunderland    |
| Tottenham Hotspur Football Club         | Londres       |
| The Wednesday                           | Sheffield     |
| Woolwich Arsenal                        | Londres       |

## Classement
| Rang | Équipe              | Pts | J  | G  | N  | P  | Bp | Bc | Diff |
| ---- | ------------------- | --- | -- | -- | -- | -- | -- | -- | ---- |
| 1    | Aston Villa         | 53  | 38 | 23 | 7  | 8  | 84 | 42 | +42  |
| 2    | Liverpool           | 48  | 38 | 21 | 6  | 11 | 78 | 57 | +21  |
| 3    | Blackburn Rovers    | 45  | 38 | 18 | 9  | 11 | 73 | 55 | +18  |
| 4    | Newcastle United T  | 45  | 38 | 19 | 7  | 12 | 70 | 56 | +14  |
| 5    | Manchester United   | 45  | 38 | 19 | 7  | 12 | 69 | 61 | +8   |
| 6    | Sheffield United    | 42  | 38 | 16 | 10 | 12 | 62 | 41 | +21  |
| 7    | Bradford City       | 42  | 38 | 17 | 8  | 13 | 64 | 47 | +17  |
| 8    | Sunderland          | 41  | 38 | 18 | 5  | 15 | 66 | 51 | +15  |
| 9    | Notts County        | 40  | 38 | 15 | 10 | 13 | 67 | 59 | +8   |
| 10   | Everton             | 40  | 38 | 16 | 8  | 14 | 51 | 56 | -5   |
| 11   | The Wednesday       | 39  | 38 | 15 | 9  | 14 | 60 | 63 | -3   |
| 12   | Preston North End   | 35  | 38 | 15 | 5  | 18 | 52 | 58 | -6   |
| 13   | Bury                | 33  | 38 | 12 | 9  | 17 | 62 | 66 | -4   |
| 14   | Nottingham Forest   | 33  | 38 | 11 | 11 | 16 | 54 | 72 | -18  |
| 15   | Tottenham Hotspur P | 32  | 38 | 11 | 10 | 17 | 53 | 69 | -16  |
| 16   | Bristol City        | 32  | 38 | 12 | 8  | 18 | 45 | 60 | -15  |
| 17   | Middlesbrough       | 31  | 38 | 11 | 9  | 18 | 56 | 73 | -17  |
| 18   | Woolwich Arsenal    | 31  | 38 | 11 | 9  | 18 | 37 | 67 | -30  |
| 19   | Chelsea             | 29  | 38 | 11 | 7  | 20 | 47 | 70 | -23  |
| 20   | Bolton Wanderers P  | 24  | 38 | 9  | 6  | 23 | 44 | 71 | -27  |

|  | Champion d'Angleterre |
|  | Relégation            |

### Meilleur buteur
- Jack Parkinson,  Liverpool,  30 buts

## Bilan de la saison
| Tableau d'Honneur                    |                  |
| Compétition                          | Vainqueur        |
| Championnat d'Angleterre de football | Aston Villa      |
| Coupe d'Angleterre de football       | Newcastle United |
| Charity Shield                       | Newcastle United |

| Promotions et relégations |                                 |
| Promus                    | Manchester City Oldham Athletic |
| Relégués                  | Chelsea Bolton Wanderers        |

## Sources
- Classement sur rsssf.com